# Atuona
Atuona es una comuna asociada de la comuna francesa de Hiva-Oa  que está situada en la subdivisión de Islas Marquesas, de la colectividad de ultramar de Polinesia Francesa. En 2022 tenía 1993 habitantes.

## Geografía
El pico Temetiu, bordea los 1.213 m sobre el nivel del mar, siendo el punto más alto de la isla.

## Historia
Hasta que fue reemplazada por Taiohae, Atuona fue la capital de las Islas Marquesas.
En Atuona vivió al final de su vida el pintor francés Paul Gauguin, quien falleció en 1903 y se encuentra enterrado en el Cementerio del Calvario, en la parte alta de la ciudad. En honor a él, en 2003 se finalizó la construcción del Centro Cultural Paul Gauguin de Atuona.
El cantante Belga Jacques Brel también está enterrado en el Cementerio del Calvario.

## Composición
La comuna asociada de Atuona comprende una fracción de la isla de Hiva Oa, los tres motus más próximos a dicha fracción: y los dos islotes de Moho Tani y Terihi:
| Comuna asociada de Atuona      |                  |                  |                    |
| Fracción de la isla de Hiva Oa | Población (2012) | Superficie (km²) | Densidad (hab/km²) |
| Atuona                         | 1845             | -                | -                  |
| Islotes                        | Población (2012) | Superficie (km²) | Densidad (hab/km²) |
| Anakeepe                       | -                | -                | -                  |
| Fatutue                        | -                | -                | -                  |
| Moho Tani                      | 0                | 15               | 0                  |
| Tahataha                       | -                | -                | -                  |
| Terihi                         | 0                | 0.15             | 0                  |

## Demografía
| Gráfica de evolución demográfica de Atuona entre 1977 y 2022 |
|                                                              |

Fuente: Insee

## Clima
| Parámetros climáticos promedio de Atuona | Parámetros climáticos promedio de Atuona | Parámetros climáticos promedio de Atuona | Parámetros climáticos promedio de Atuona | Parámetros climáticos promedio de Atuona | Parámetros climáticos promedio de Atuona | Parámetros climáticos promedio de Atuona | Parámetros climáticos promedio de Atuona | Parámetros climáticos promedio de Atuona | Parámetros climáticos promedio de Atuona | Parámetros climáticos promedio de Atuona | Parámetros climáticos promedio de Atuona | Parámetros climáticos promedio de Atuona | Parámetros climáticos promedio de Atuona |
| Mes                                      | Ene.                                     | Feb.                                     | Mar.                                     | Abr.                                     | May.                                     | Jun.                                     | Jul.                                     | Ago.                                     | Sep.                                     | Oct.                                     | Nov.                                     | Dic.                                     | Anual                                    |
| ---------------------------------------- | ---------------------------------------- | ---------------------------------------- | ---------------------------------------- | ---------------------------------------- | ---------------------------------------- | ---------------------------------------- | ---------------------------------------- | ---------------------------------------- | ---------------------------------------- | ---------------------------------------- | ---------------------------------------- | ---------------------------------------- | ---------------------------------------- |
| Temp. máx. media (°C)                    | 30                                       | 30.6                                     | 30.6                                     | 30.6                                     | 29.4                                     | 28.9                                     | 28.3                                     | 28.3                                     | 28.9                                     | 29.4                                     | 30                                       | 30                                       | 29.6                                     |
| Temp. mín. media (°C)                    | 23.3                                     | 23.9                                     | 24.4                                     | 24.4                                     | 23.9                                     | 23.3                                     | 23.3                                     | 22.8                                     | 22.8                                     | 22.8                                     | 23.3                                     | 23.3                                     | 23.5                                     |
| Precipitación total (mm)                 | 114.3                                    | 91.4                                     | 137.2                                    | 116.8                                    | 121.9                                    | 175.3                                    | 121.9                                    | 101.6                                    | 81.3                                     | 78.7                                     | 66                                       | 88.9                                     | 1295.4                                   |
| Fuente: Weatherbase                      |                                          |                                          |                                          |                                          |                                          |                                          |                                          |                                          |                                          |                                          |                                          |                                          |                                          |